# 吉村忠典
吉村忠典（よしむら ただすけ、1925年2月17日-?）は、日本の西洋史学者。古代ローマ史を専門とした。

## 人物・来歴
愛知県出身。東京帝国大学文学部西洋史学科卒。1953年横浜国立大学教育学部講師、助教授、教授。1990年定年退官、名誉教授、湘南国際女子短期大学教授。

## 著書
- 『古代ローマ散歩』(現代教養文庫) 社会思想研究会出版部, 1961
- 『人間の世界歴史 4　支配の天才ローマ人』三省堂, 1981.7
- 『古代ローマ帝国 その支配の実像』岩波新書 1997.1
- 『古代ローマ帝国の研究』岩波書店, 2003.6
- 『古代ローマ世界を旅する』刀水書房, 2009.9

### 共著編
- 『教養人の世界史 上 古代』板倉勝正,三浦一郎共著 (現代教養文庫) 社会思想社, 1964
- 『世界の戦争 2　ローマ人の戦争 名将ハンニバルとカエサルの軍隊』編 講談社, 1985.9

### 翻訳
- ウォールバンク『ローマ帝国衰亡史』岩波書店, 1963
- J.P.V.D.ボールスドン『ローマ帝国 ある帝国主義の歴史』(世界大学選書) 平凡社, 1972
- ラヌッツィオ・ビアンキ=バンディネルリ『ローマ美術』(人類の美術) 新潮社, 1974
- ラヌッツィオ・ビアンキ=バンディネルリ『古代末期の美術』(人類の美術) 新潮社, 1974
- クリス・スカー『ローマ帝国 The historical atlas』 (地図で読む世界の歴史) 監修, 矢羽野薫, 牧人舎 訳. 河出書房新社, 1998.5
- エドワード・ギボン『図説ローマ帝国衰亡史』後藤篤子共訳. 東京書籍, 2004.8
- ハリー・サイドボトム『ギリシャ・ローマの戦争』(1冊でわかる) 澤田典子共訳. 岩波書店, 2006.3
- リウィウス『ローマ建国以来の歴史 9 第二次マケドニア戦争・東方諸戦役. 1』小池和子共訳 (西洋古典叢書) 京都大学学術出版会, 2012.5